# Фридрих I (Велденц)
Фридрих I фон Велденц (на немски: Friedrich I. von Veldenz; † 10 април 1327) е граф на Велденц и Лихтенберг.

## Произход и наследство
Той е първият син на граф Георг I фон Велденц († 1347) и съпругата му Агнес фон Лайнинген († 1346), дъщеря на граф Фридрих IV фон Лайнинген († 1316) и втората му съпруга Жана д' Аспремон († 1319/1321). Брат е на Хайнрих II († 1360/1378).
Граф Фридрих I умира преди баща си Георг I на Разпети петък на 10 април 1327 г. и е погребан в църквата „Св. Ремигиус“ в тогавашния манастир.
Нежененият му син Георг II умира през 1377 г. С него изчезва основаната от баща му фамилна линия и голяма част от собствеността отива обратно на брат му Хайнрих II фон Велденц, който наследява графството. Неговата правнучка Анна фон Велденц (1390 – 1439) се омъжва 1409/1410 г. за пфалцграф Стефан фон Пфалц-Зимерн-Цвайбрюкен и занася Велденцските собствености на фамилията Вителсбах.

## Фамилия
Фридрих I фон Велденц се жени между 10 март и 31 декември 1314 г. за Бланшфлор фон Спонхайм-Щаркенбург († 1358), дъщеря на граф Йохан II фон Спонхайм-Щаркенбург († 1324) и Катарина фон Оксенщайн († 1315/1324), племенница по майчина линия на крал Рудолф I.
Те имат един син:
- Георг II († 19 юни 1377), неженен

## Галерия
- Гробната плоча на граф Фридрих I фон Велденц
- Дворец Велденц
- Замък Лихтенберг